# Araucaria luxurians
Araucaria luxurians là một loài thực vật hạt trần trong họ Araucariaceae. Loài này được Brongn. & Gris de Laub. mô tả khoa học đầu tiên năm 1970.